# Velendol
Velendol (in italiano Velindò) è un agglomerato di case disabitate vicino all'insediamento di Zapotocco nel comune di Canale d'Isonzo, a pochi chilometri dal valico secondario con l'Italia di Ponte Miscecco.

## Storia

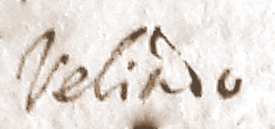
Citazione di Velindò nel 1660

La prima menzione scritta è del 1660, nel libro dei battezzati del Santuario della Beata Vergine di Castelmonte (UD).
Con la convenzione di Fontainebleau del 1807, passò, per un breve periodo fino al 1814, assieme a tutti i territori sulla sponda destra del fiume Isonzo, nel Regno d'Italia napoleonico sotto il Dipartimento di Passariano nel comune di Anicova.

Col congresso di Vienna nel 1815 rientrò in mano austriaca; passò in seguito sotto il profilo amministrativo al Litorale austriaco nel 1849 come frazione del comune di Plava.

Tra le due guerre mondiali fece parte del Regno d'Italia; passò poi alla Jugoslavia e quindi alla Slovenia.
Da ricordare il mulino Mlinarjev (Mlinarjev mlin) sotto Velindò, il cui proprietario fu Bernik. Il mulino aveva due macine per macinare sia granturco che grano. Il mulino fu attivo fino al 1960.